# Ksenofanes
Ksenofanes z Kolofonu (gr. Ξενοφάνης Ksenophanes; ur. ok. 570, zm. ok. 470 p.n.e.) – starożytny grecki filozof okresu przedsokratejskiego, wędrowny rapsod.

## Życie i pisma
Niewiele wiadomo o życiu Ksenofanesa. Urodził się w Kolofonie, mieście w Jonii ok. 570 p.n.e. Z zachowanych fragmentów jego pism wiemy, że kiedy miał 25 lat, musiał opuścić rodzinne miasto. Można przypuszczać, że stało się to w 545 p.n.e. w wyniku zdobycia Kolofonu przez Arpagosa w imieniu króla Persów Cyrusa. Jak wielu Jonów i jońskich filozofów, udał się wraz z rodziną na emigrację do Italii i na Sycylię. Wędrując po Italii i Sycylii, śpiewał własne utwory poetyckie. Osiadł ostatecznie w Elei, gdzie zetknął się ze swoim uczniem, Parmenidesem. Umarł w bardzo podeszłym wieku.
Napisał wiele utworów, z których największe znaczenie miały poematy satyryczne Sylloi i Elegie. Myśl filozoficzną zawierał prawdopodobnie poemat filozoficzny O naturze – przypuszcza się, że to z tego poematu pochodzą dochowane do dziś fragmenty pism Ksenofanesa.

## Ksenofanes a eleaci
Panowało dawniej przekonanie, że Ksenofanes jest założycielem szkoły eleatów. Pogląd taki wyraził Klemens z Aleksandrii, prawdopodobnie w oparciu o przypisywane Arystotelesowi pismo O Melissosie, Ksenofanesie i Gorgiaszu. Współcześnie, w oparciu o dokładniejszą analizę źródeł, odrzuca się ten pogląd. Świadczy o tym m.in. odmienność myśli: Ksenofanes podejmuje tematykę teologiczną, eleaci ontologiczną. Dialektyka Ksenofanesa ma inny charakter niż dialektyka eleatów, gdyż dialektyka eleatów opierała się na ściśle określonej zasadzie (niezmienności Bytu), podczas gdy dialektyka Ksenofanesa nie ma jakiejś głównej, wiążącej zasady. Także same kontakty Ksenofanesa z eleatami są mało prawdopodobne – w tradycji nie ma dokładnych przekazów o jego trwałych związkach z Eleą. W jednym z zachowanych fragmentów Ksenofanes pisze, że w wieku 92 lat jest włóczęgą – a jest mało prawdopodobne, by założył szkołę w Elei w wieku późniejszym. Wreszcie dawne przekonanie, że Ksenofanes był założycielem szkoły w Elei czerpie źródło z niejasnego przekazu zawartego w Sofiście (242 c-d) Platona – we fragmencie tym Platon pisze: „A nasza grupa, Eleatów, od czasów Ksenofanesa i jeszcze dawniej mówi, że jednym jest to, tak zwane wszystko, co istnieje”. Platon prawdopodobnie w tym fragmencie nie wypowiada się jako historyk myśli, ale jako filozof, przeciwstawiając tych którzy sprowadzają wszystko do jedności, i tych którzy dopatrują się wielości w Bycie. Ponadto jedność Bytu u Ksenofanesa ma całkiem inne znaczenie niż w filozofii eleatów.

## Krytyka religii tradycyjnej
Ksenofanes krytykował antropomorfizm religii Greków – twierdził, że nie znając prawdziwej natury bóstwa, ludzie wyobrażali je sobie na swój własny kształt, tak np. Etiopowie przedstawiają ich sobie jako czarnych i mających płaskie nosy, a Trakowie jako rudych i błękitnookich. Szydził nawet, że zwierzęta, gdyby umiały, też przedstawiałyby sobie bogów na własny kształt. Ksenofanes szczególnie potępiał w antropomorficznych przedstawieniach bóstw to, że przypisuje się w nich bóstwom ludzkie występki etyczne – motyw ten podjął następnie Platon w Państwie, z czym wiąże się także jego chęć wygnania poetów z państwa doskonałego. Krytykę antropomorfizmu przedstawiają np. fragmenty:

Gdyby lwy, woły lub konie posiadały sztukę człowieczą,
I malować czy rzeźbić umiały swych bogów postacie,
Obraz by powstał niechybnie lwom, koniom, wołom podobny,
Jak gdyby taki właśnie bogowie musieli mieć wygląd.

oraz:

Rzeczy najbardziej haniebne i potępiane przez ludzkość
O bogach opowiadają Homer i Hezjod nam
Cudzołóstwo i kradzież, wzajemne oszukiwanie:
Tym im się każą zajmować, to ma być boski ich trud.

## Rozumienie boga u Ksenofanesa
Wielu współczesnych badaczy skłonnych jest stwierdzić, że Ksenofanes oprócz krytyki antropomorfizmu bogów, odrzucał politeizm, stojąc na stanowisku monoteistycznym. Taka interpretacja filozofii Ksenofanesa jest jednak sporna, z uwagi na fakt, że kategorie mono- i politeizmu, zdaniem niektórych naukowców, nie są do końca adekwatne, przy opisywaniu niektórych filozofii. Grecy nie dostrzegali bowiem sprzeczności między tezami o istnieniu wielu bądź jednego boga, uważając, że do tego, co boskie, z samej jego natury, odnoszą się wielorakie stwierdzenia i przejawia się ono na różne sposoby. Sam Ksenofanes używa zmiennie słów bóg w liczbie pojedynczej i bogowie w liczbie mnogiej. Jeden bóg Ksenofanesa jest bogiem-kosmosem, natomiast natura przyjmowanych przez niego innych bytów boskich nie jest jasna ze względu na niedostatek źródeł, można je rozumieć jako części kosmosu albo siły w nim panujące.
Właściwy wkład Ksenofanesa do filozofii polega na dostrzeżeniu faktu, że bóstwo nie musi być antropomorficzne. Ukształtowana przez Homera i Hezjoda wizja bogów podobnych do ludzi – którzy mają ludzką postać, chodzą, jedzą, piją – została poddana ostrej krytyce. Ksenofanes twierdzi, że bóstwo jest nieruchome i niezmienne, „całe widzi, całe myśli, całe słyszy”. Jak pisze, nie godzi się także przypisywać bogom jakichkolwiek występków.
Warto jednak mieć na uwadze fakt, że bóstwo w filozofii Ksenofanesa istnieje w ramach świata i go nie przekracza – jest immanentne. Ideę transcendencji bóstwa dostrzegamy dopiero u Platona.

## Filozofia przyrody
Ksenofanes za arché uznawał ziemię (a w części fragmentów także wodę), ale samo pojęcie arché rozumiał inaczej niż jońscy filozofowie przyrody. Pisał:

„Z ziemi bowiem powstaje wszystko i wszystko w końcu obraca się w ziemię” (Diels-Kranz 21 B 27)

„Ziemią i wodą są bowiem wszystkie rzeczy, które rodzą się i rosną” (Diels-Kranz 21 B 29)

„Wszyscy zrodziliśmy się z ziemi i wody” (Diels-Kranz 21 B 33)

Wydaje się więc, że Ksenofanes nie rozumiał przez arché naczelnej zasady kosmosu i całej rzeczywistości, ale jedynie byty ziemskie – to właśnie odróżnia jego koncepcję od koncepcji filozofów jońskich. Zarazem jednak koncepcja ta wydaje się być różna od poglądów eleatów, gdyż trudno ją – mimo wysiłków uczonych – powiązać z jego koncepcją niezmiennego boga oraz mimo tego, że Ksenofanes zaprzeczał zmienności i ruchowi całego kosmosu, wyraźnie nie zaprzeczał zmienności i ruchowi poszczególnych rzeczy w kosmosie, co jest skrajnie odmienne od fizyki eleackiej. Mario Untersteiner w Senofane. Testimonianze e frammenti sądzi nawet, że koncepcja zasady u Ksenofanesa jest po prostu nie w pełni przekształconą w filozoficzną mitologiczno-religijną koncepcją Gai, ziemi-matki.
Ksenofanes jest też znany ze swych obserwacji na temat skamieniałości. Widział w nich sfosylizowane szczątki zwierząt morskich, z czego wyciągał wniosek o cyklicznych przemianach ziemi i morza.

## Kosmogonia
Zdaniem Ksenofanesa kosmosem jest bóg. Teologia ta:
- nie jest monoteistyczna, gdyż bóg-kosmos jest jeden i wszystek zarazem (dlatego zasadą natury jest ziemia, wszystko bowiem z niej się wywodzi i w niej rozpływa),
- nie jest dualistyczna, gdyż brak tu przeciwstawienia tego, co duchowe temu, co materialne,
- jest zaś panteistyczna, gdyż stwierdzenie, że bóg jest kosmosem należy odczytać w kontekście jedności.

Ksenofanes nie określił jednak relacji pomiędzy bogiem-kosmosem a zjawiskami kosmicznymi. Oto główne tezy jego kosmologii:
- bóg ma postać kuli i nie jest w niczym podobny do człowieka, jest cały widzeniem, słyszeniem, myślą i rozumem, jest wieczny,
- ponieważ bóg posiada siłę, która wszystko wprawia w ruch, jego widzenie, słyszenie itd. nie ma wymiaru ludzkiego, ale kosmiczny; wieczność bóstwa nie należy więc rozumieć czasowo, ale jako wykluczenie z czasowości,
- prawdziwa, boska świadomość to świadomość czysta, która jest w relacji negatywnej do wszystkiego,
- bóg-Jedno jest wolny od wszystkiego, jest jedynie Jednością, jest niezmysłowy, niezmienny, bez początku, środka i końca, nieruchomy,
- ruch, zmiana, przemijanie, mnogość towarzyszą jedynie postrzeżeniom, zmianę należy ujmować abstrakcyjnie, jest tylko odniesieniem do czegoś; istnieje więc tylko Jedno, reszta jest pozorem,
- dlatego wypełniony nieograniczoną liczbą światów kosmos, jest niezmienny, w ruchu pozostają wyłącznie jego części (dlatego powstają wciąż nowe światy),
- ciała niebieskie są ognistymi chmurami, które poruszają się po linii prostej.

Zdaniem Ksenofanesa, model Wszechświata należy odnieść do wyższego poziomu ogólności – do pojęcia boga. Dlatego wyznaczanie struktury kosmosu jest istotne jedynie z poziomu zjawisk zmysłowych, ale nie z poziomu obiektywnego obrazu Wszechświata.
Inną próbą określenia bytu Wszechświata w odniesieniu do Jedna jest model Parmenidesa.

## Etyka
Ksenofanes nie stworzył systematycznej etyki, ale pozostawił po sobie wiele istotnych idei moralnych. Widać to już w jego krytyce cech przypisywanych bogom przez ludzi. W szczególności głosił przewagę zalet duchowych (jak cnota czy mądrość) nad cechami czysto witalnymi, w czym przeciwstawiał się ideom panującym w świecie greckim jego czasów. Nie uzasadniał jednak tych idei filozoficznie, a jedynie głosił je w postaci pouczeń moralnych, podobnie jak wcześniejsi mędrcy greccy. W rozwoju zalet duchowych widział możliwość poprawy ustroju i rozwoju dobrobytu państwa uznając, że cenienie siły bardziej niż mądrości jest nierozważne.